# Salustij
Gaj Salustij Krisp (latinsko Gaius Sallustius Crispus), rimski zgodovinar in senator, * 86 pr. n. št., † 34 pr. n. št.
Bil je plebejskega rodu. V državno službo je stopil pod konzulatom Gaja Julija Cezarja leta 59 pr. n. št. Med leti 55 in 54 pr. n. št. je postal kvestor, 52 pr. n. št. pa tribun. Pozneje je bil odstranjen iz politike, a se je s pomočjo Gaja Julija Cezarja vrnil. Bil je vnet Cezarjev pristaš in nasprotnik Pompeja. Cezarja je spremljal na njegovem pohodu v Afriko. Tam je tudi obogatel. Okrog leta 44 pr. n. št. se je umaknil iz politike. 
Pisal je o Katilinovi zaroti (Bellum Catilinae), v kateri opisuje Katilinovo zaroto v letu 63 pr. n. št., napisal je knjigo Vojna z Jugurto (Bellum Jugurthinum, Jugurtinska vojna), v kateri opisuje vojno, ki so jo bojevali Rimljani v letih 111–105 pr. n. št. z numidijskim kraljem Jugurto. Prav tako je napisal tudi zgodovino Rima (Historiarum libri quinque), ki obravnava dobo od Sulove smrti do vojne z morskimi roparji (78–67 pr. n. št.).
1. 1 2  Любкер Ф. Sallustii // Реальный словарь классических древностей по Любкеру — Sankt Peterburg.: Общество классической филологии и педагогики, 1885. — С. 1180-1181.